# Vorsteuervergütungsverfahren
Jeder Unternehmer ist in Deutschland zum Vorsteuerabzug nach § 15 Absatz 1 Satz 1 UStG berechtigt, selbst wenn er keinen Sitz oder keine Betriebsstätte in Deutschland hat und hier auch keine Leistungen ausführt. Das Vorsteuervergütungsverfahren bietet für im Ausland ansässige Unternehmer die Möglichkeit einer Rückerstattung von Umsatzsteuerbeiträgen, die für umsatzsteuerpflichtige Leistungen von Unternehmern im Inland in Rechnung gestellt werden. In Deutschland ist das Vorsteuervergütungsverfahren in § 18 Abs. 9 UStG und § 18g UStG geregelt. Die Zuständigkeit liegt nach § 5 Abs. 1 Nr. 8 FVG beim Bundeszentralamt für Steuern (BZSt).

## Voraussetzungen für das Vorsteuervergütungsverfahren
Alle hier nachfolgend beschriebenen Bestimmungen zum Vorsteuervergütungsverfahren beziehen sich auf das aktuelle Regelwerk, welches zum 1. Januar 2010 in Kraft getreten ist.
- Unternehmer, der im Ausland ansässig ist, d. h. keinen Wohnsitz, keinen Sitz und keine Geschäftsleitung oder Betriebsstätte im Inland hat. Die Beurteilung der Auslandsansässigkeit erfolgt danach, zu welchem Zeitpunkt die entsprechende Leistung an diesen Unternehmer erbracht wurde.
- Der im Ausland ansässige Unternehmer darf im Vergütungszeitraum keine nach § 1 Abs. 1 Nr. 1 UStG steuerbaren Umsätze erbringen.

### Beispiel
Der spanische Spediteur S hat in Deutschland in den Monaten Januar bis März lediglich steuerfreie grenzüberschreitende Beförderungen von Gegenständen durchgeführt. Ein LKW hatte eine Panne und musste in einer deutschen Werkstatt repariert werden. Dabei wurden S 600 € Umsatzsteuer in Rechnung gestellt.
S kann sich die in Rechnung gestellte Umsatzsteuer mit Hilfe des Vorsteuervergütungsverfahrens vom Bundeszentralamt für Steuern zurückerstatten lassen.

## Vorsteuervergütung an im Inland ansässige Unternehmer durch ausländische Staaten
Bei der Vorsteuervergütung an im Inland ansässige Unternehmer durch ausländische Staaten unterscheidet man das übrige Gemeinschaftsgebiet (EU-Staaten) oder Drittländer (Staaten außerhalb der EU).

### Vorsteuervergütung an im Inland ansässige Unternehmer durch einen Staat in einem Drittland
Bei der Antragstellung der Vorsteuervergütung in einem Drittland kann ein in Deutschland ansässiges Unternehmen eine Bestätigung der Unternehmereigenschaft benötigen, die vom zuständigen Finanzamt ausgestellt wird. Bedingung dabei ist, dass das Unternehmen zum Vorsteuerabzug berechtigt ist, d. h. Unternehmen, die nur steuerfreie Umsätze generieren bzw. Kleinunternehmer sind, bekommen keine Bescheinigung. Die Bestätigung ist nur ein Jahr nach Ausstellungsdatum gültig. Der Antrag auf Vorsteuervergütung muss direkt bei der ausländischen Erstattungsbehörde gestellt werden. Dort gibt es eigene Antragsvordrucke, die landesspezifisch gestaltet sind und meist in Landessprache auszufüllen sind.

### Vorsteuervergütung an im Inland ansässige Unternehmer durch einen Staat innerhalb der EU
Die Bestätigung der Unternehmereigenschaft durch das Finanzamt bei einer Antragstellung der Vorsteuervergütung innerhalb der EU entfällt. Dies geschieht automatisch durch das Weiterleiten des Antrags vom BZSt an den EU-Mitgliedstaat. Laut der Richtlinie 2008/9/EG muss der Antrag nach amtlich vorgeschriebenem Datensatz durch Datenfernübertragung nach Maßgabe der Steuerdaten-Übermittlungsverordnung dem Bundeszentralamt für Steuern übermittelt werden. Die Berechnung der Steuer für den Vergütungszeitraum muss nach § 18g UStG selbstständig erfolgen. Für jeden Mitgliedsstaat ist ein gesonderter Antrag zu stellen, wenn der Unternehmer für mehrere Mitgliedsstaaten einen Antrag auf Vorsteuervergütung stellt (BMF vom 3. Dezember 2009, BStBl I 2009, 1520, Rz. 34).
Folgendes gibt es noch zu beachten:
- Der Antragsteller muss bei der elektronischen Übermittlung authentifiziert sein.
- Die Antragsfrist ist eine Ausschlussfrist und bis zum 30. September des auf das Jahr der Ausstellung der Rechnung folgenden Kalenderjahres zu stellen.
- Der Vergütungsbetrag muss mindestens 50 € hoch sein.
- Es kann ein Antrag für einen Zeitraum von mindestens drei Monaten gestellt werden, wenn der Vergütungsbetrag mindestens 400 € beträgt.

Nachfolgende Angaben nach Art. 8 Abs. 1 Buchst. a bis g der RL 2008/9/EG und BMF vom 3. Dezember 2009, BStBl 2009, I 520, Rz. 36 müssen im Vergütungsantrag angegeben werden:
- Mitgliedsstaat der Erstattung
- Name und vollständige Anschrift des Unternehmers
- Adresse für die elektronische Kommunikation
- Beschreibung der Geschäftstätigkeit des Unternehmens, für die die Gegenstände bzw. Dienstleistungen erworben wurden, auf die sich der Antrag bezieht.
- Vergütungszeitraum, auf den sich der Antrag bezieht
- Erklärung des Unternehmers, dass er während des Vergütungszeitraums im Mitgliedsstaat der Erstattung keine Lieferungen von Gegenständen bewirkt und Dienstleistungen erbracht hat, mit Ausnahme bestimmter steuerfreier Beförderungsleistungen von Umsätzen, für die ausschließlich der Leistungsempfänger die Steuer schuldet, oder innergemeinschaftlicher Erwerb und daran anschließender Lieferung i. S. d. § 25b Abs. 2 UStG
- Umsatzsteuer-Identifikationsnummer (USt-IdNr.) oder Steuernummer (StNr.) des Unternehmers
- Bankverbindung des Unternehmers (inkl. IBAN, BIC)

Des Weiteren müssen im Vergütungsantrag für jeden Mitgliedsstaat der Erstattung und für jede Rechnung bzw. jedes Einfuhrdokument vom Unternehmer folgende Angaben gemacht werden:
- Name und vollständige Anschrift des Lieferers oder Dienstleistungserbringers
- Umsatzsteuer-Identifikationsnummer des Lieferers oder Dienstleistungserbringers oder die ihm vom Mitgliedsstaat der Erstattung zugeteilte Steuerregisternummer, außer bei einer Einfuhr.
- Präfix des Mitgliedsstaats, außer bei einer Einfuhr
- Datum und Nummer der Rechnung oder des Einfuhrdokuments
- Bemessungsgrundlage und Steuerbetrag in der Währung des Mitgliedstaats der Erstattung
- Betrag der abziehbaren Steuer in der Währung des Mitgliedstaats der Erstattung
- Ggf. einen Pro-rata-Satz
- Art der erworbene Gegenstände und Dienstleistungen aufgeschlüsselt nach Kennziffern
- Rechnungen mit einer Bemessungsgrundlage über 1000 € müssen, sofern vom jeweiligen Mitgliedsstaat der Erstattung vorgesehen, als elektronische Kopien der Rechnungen dem Eintrag beigefügt werden. Bei Kraftstoffrechnungen muss dies schon ab 250 € erfolgen.

Das BZSt leitet die Anträge an den Mitgliedsstaat der Erstattung weiter. Damit wird bestätigt, dass die vom Unternehmer angegebene USt-IdNr. oder StNr. richtig ist und dass der Unternehmer eine Berechtigung zum Vorsteuerabzug besitzt.

## Vorsteuervergütungsverfahren für im Ausland ansässige Unternehmer durch das BZSt
Bei der Antragstellung der Vorsteuervergütung für im Ausland ansässige Unternehmer ist wichtig, wo der Unternehmer ansässig ist. Dabei unterscheidet man das übrige Gemeinschaftsgebiet (EU-Staaten) oder Drittländer (Staaten außerhalb der EU).

### Unternehmer ist in einem EU-Staat ansässig (=übriges Gemeinschaftsgebiet)
Bei der Antragstellung zur Vorsteuervergütung müssen folgende Anforderungen beachtet werden:
- Die Antragsübermittlung muss nach amtlich vorgeschriebenem Datensatz durch Datenfernübertragung entsprechend der Steuerdaten-Übermittlungsverordnung erfolgen. Die Übermittlung des Antrags muss über speziell dafür eingerichtete Portale des jeweiligen Mitgliedstaats an das BZSt erfolgen.
- Spätestens neun Monate nach Ablauf des Kalenderjahres, nachdem der Vorsteuer-Vergütungsanspruch entstanden ist, muss der Antrag gestellt werden.
- Die Berechnung des Vergütungsbetrags ist Pflicht des Unternehmers.
- Es müssen Rechnungen auf elektronischem Weg beigefügt werden, sobald der Umsatz mehr als 1000 € beträgt. Bei Kraftstoffrechnungen ist diese Grenze bereits bei 250 € überschritten.
- Beachtung Mindestvergütungsbetrag von mind. 400 €. Eine Ausnahme gibt es, wenn der Vergütungszeitraum zum einen das Kalenderjahr ist oder zum anderen der letzte Zeitraum des Kalenderjahres ist. Tritt dies ein, liegt der Mindestvergütungsbeitrag bei mind. 50 €.

Die Antragsbearbeitung erfolgt beim Bundeszentralamt für Steuern innerhalb von 4 Monaten und 10 Tagen nach Eingang der vollständigen Unterlagen. Die Auszahlung des Vergütungsbetrags erfolgt ebenso innerhalb dieser Frist. Wenn die Erstattung nicht in dieser Frist erfolgt, schuldet der Erstattungsmitgliedstaat dem Antragsteller Zinsen auf den zu erstattenden Betrag. (Art. 26 Abs. 1 RL 2008/9/EG). Die Höhe der zu zahlenden Zinsen richtet sich nach den Vorschriften der Erstattungsmitgliedstaaten. Das BZSt verschickt per elektronischer Übermittlung einen Bescheid über die Vorsteuervergütungsbeträge.

### Unternehmer ist in einem Staat außerhalb der EU ansässig (=Drittland)
Bei der Antragstellung zur Vorsteuervergütung müssen folgende Anforderungen beachtet werden:
- Verwendung eines Vordrucks nach amtlich vorgeschriebenem Muster (muss in deutscher Sprache ausgefüllt werden)
- Möglichkeit zur elektronischen Übermittlung an das BZSt
- Einzelne Aufführung der Vorsteuerbeträge, die beantragt werden. Es wird zwischen Rechnungen, Fahrausweisen ≤ 150 € (Entgelt und Umsatzsteuer in einer Summe) und Einfuhrumsatzsteuerbelegen unterschieden. Rechnungen können getrennt nach Kostenart mit laufenden Nummern beschriftet werden. Diese Nummern und die Rechnungsnummern können zusammen mit den Bruttorechnungsbeträgen in speziellen Übersichtstabellen zusammengefasst werden. In der Übersichtstabelle werden alle Beträge zusammengerechnet und daraus die enthaltene Umsatzsteuer berechnet. Dieser Betrag wird in den Antrag übernommen mit einem Verweis auf die gesonderte Übersichtstabelle. Die Vorgehensweise bei Einfuhrumsatzsteuerbelegen ist die gleiche wie bei Rechnungen und Fahrausweisen ≤ 150 €. Alle gesonderten Übersichtstabellen müssen dem Antrag hinzugefügt werden.
- Selbstständige Berechnung der Vergütung durch Unternehmer, wobei die Originalrechnungen dem Antrag beigelegt werden müssen.
- Spätestens sechs Monate nach Ablauf des Kalenderjahres, nachdem der Vorsteuer-Vergütungsanspruch entstanden ist, muss der Antrag gestellt werden.
- Beachtung eines Mindestvergütungsbetrags von mind. 1000 €. Eine Ausnahme gibt es, wenn der Vergütungszeitraum zum einen das Kalenderjahr ist oder zum anderen der letzte Zeitraum des Kalenderjahres ist. Tritt dies ein, liegt der Mindestvergütungsbetrag bei mind. 500 €.
- Der Antrag muss vom Unternehmer eigenhändig unterschrieben werden. Es kann eine Abtretung des Vergütungsanspruchs erfolgen.
- Der Unternehmer, der in einem Drittland ansässig ist, muss eine behördliche Bescheinigung der für ihn zuständigen Finanzbehörde erbringen, die bestätigt, dass er als Unternehmer unter einer Steuernummer eingetragen ist.[6]